# Marquesat d'Ariany
El Marquesat d'Ariany és un títol nobiliari espanyol creat pel rei Felip V el 13 de gener de 1717 a favor de Marc Antoni Cotoner i Sureda, militar i polític que va donar suport al pretendent francès durant la Guerra de Successió. El títol va ser concedit de manera perpètua al regne de Castella segons un reial despatx emès el 3 d'agost de 1717 a Palau Reial d'El Pardo.

## Història
El títol concedit a Marc Antoni Cotoner corresponia a les terres que posseïa al lloc d'Ariany, actualment un municipi però llavors poc més que una possessió o un llogaret, que conformava la cavalleria d'Ariany. Les terres havien estat un feu, el més gran de Petra, dividit en quatre districtes que sumaven 1.224 quarterades (gairebé 900 hectàrees). El cavaller Jordi de Sant Joan hi havia obtengut la jurisdicció del rei Alfons el Magnànim el 1431. Per matrimoni de Joana de Sant Joan amb Berenguer de Vivot la cavalleria d'Ariany passà als Vivot; dels Vivot passà als Sureda i, finalment, als Cotoner per matrimoni de Magdalena Sureda i Vivot amb Francesc Cotoner i Olesa, pares de Marc Antoni Cotoner, el primer marquès. A la segona meitat del segle xix el marquesat i la jurisdicció requeien sobre Teresa Cotoner Despuig, casada amb Joan Antoni de Pacs-Boixadors i de Verí, que també era baró de Bunyolí. Els marquesos d'Ariany van exercir la jurisdicció del territori fins al segle xix, quan van ser abolits els privilegis senyorials i les estructures de l'Antic Règim. Durant aquest període, la Cúria baronial estava situada al carrer d'en Morei de Palma.
Amb el pas a la branca dels Cotoner Chacón el segle xix, la casa pairal de la família passà a ser l'antic casal dels Chacón, situat a la plaça de la Drassana.
El títol ha romàs sempre entre els Cotoner. Amb l'extinció de la branca dels marquesos d'Ariany a la mort de Francesc Cotoner i Chacón, el títol passà a una altra branca dels Cotoner, i així amb Nicolau Cotoner i Allendesalazar el títol s'incorporà al de marquès de la Sènia. Per matrimoni del seu fill Josep Ferran Cotoner i de Verí amb Lluïsa Cotoner i Álvarez de Bohorques, s'incorporaren els títols de marquès de Mondéjar, comte de Tendilla i de Sallent. Altres títols nobiliaris en mans de la família Cotoner són els marquesats de Bèlgida, Adeje, Orellana la Vieja i Villamayor de las Ibernias, i el comtat de Villardompardo.

## Marquesos d'Ariany
Llista de Marquesos d'Ariany:
|      | Titular                                  | Parentiu                       | Període         |
| ---- | ---------------------------------------- | ------------------------------ | --------------- |
| I    | Marc Antoni Cotoner i Sureda Vivot       | Creació per Felip V            | 1717-1749       |
| II   | Francesc Gaietà Cotoner i de Llupià      | Fill de l'anterior             | 1749-1802       |
| III  | Antoni Cotoner i Despuig                 | Fill de l'anterior             | 1802-1821       |
| IV   | Maria Teresa Cotoner i Despuig           | Germana de l'anterior          | 1821-           |
| V    | Francesc Cotoner i Chacón                | Besnét del germà del I marquès | -1846           |
| VI   | Ferran Cotoner i Chacón Manrique de Lara | Germà de l'anterior            | 1846-1888       |
| VII  | Nicolau Cotoner i Allendesalazar         | Fill de l'anterior             | 1888-1897       |
| VIII | Josep Ferran Cotoner i de Verí           | Fill de l'anterior             | 1897-1955       |
| IX   | Nicolau Cotoner i Cotoner                | Fill de l'anterior             | 1955-1996       |
| X    | Nicolau Cotoner i Martos                 | Fill de l'anterior             | 1996-actualitat |